# Hell's Kitchen: The Game
Hell's Kitchen est un jeu vidéo de cuisine de gestion du temps basé sur l'émission de téléréalité du même nom. Il a été développé par Ludia et édité par Ubisoft. Il présente l'animateur de l'émission, Gordon Ramsay en tant qu'IA et place le joueur en tant que chef sous sa direction, tout en servant les clients au restaurant. Il a été initialement publié en septembre 2008 sur la Nintendo DS, la Nintendo Wii, Microsoft Windows et Mac OS. Des versions pour PlayStation 2, PlayStation 3, Xbox 360 et PlayStation Portable étaient également prévues, mais elles ont été annulées avant la sortie du jeu.
Le jeu a reçu des critiques mitigées. Ludia a conçu le jeu après la sortie de la version jeu vidéo de The Price Is Right. Peu de temps après la sortie de Hell's Kitchen, Ludia a sorti le jeu Où est Charlie ? Le Voyage Fantastique.

## Développement
Ludia a commencé le développement le 25 octobre 2007, lorsque ITV Studios leur a accordé la propriété intellectuelle « Hell's Kitchen ».

## Commercialisation
Lors de la promotion du jeu, Tony Key, le vice-président du marketing et des ventes, a salué le développement du jeu et l'implication de Gordon Ramsay dans le jeu.

## Réception
Les versions Wii et Windows ont reçu des critiques « mitigées », tandis que la version DS a reçu des « critiques généralement défavorables », selon l'agrégateur de critiques Metacritic,,.